# Episodi di Duel Masters

Il logo della serie

Questa è una lista degli episodi di Duel Masters, anime realizzato da A.C.G.T (Duel Masters), Studio Hibari (Duel Masters 1.5 e Duel Masters Charge), Allspark Animation (Duel Masters 1.5), SynergySP e G&G Entertainment (Shin seiki Duel Masters Flash), Nihon Animedia (Zero Duel Masters e Duel Masters Zero), Shogakukan Music & Digital Entertainment (da Duel Masters Cross a Duel Masters Victory V3), Ascension (da Duel Masters Versus a Duel Masters!) e Brain's Base (da Duel Masters!! in poi) e basato sull'omonimo gioco di carte collezionabili.
In Giappone la prima serie venne trasmessa dal 21 ottobre 2002 al 31 marzo 2003 su TV Tokyo, rete che ha mandato in onda i primi 18 episodi e 6 speciali, ed in seguito è stato riproposto per intero su Kids Station dal 2 novembre seguente e ha terminato la messa in onda il 22 dicembre 2003. In seguito TV Tokyo tornerà a trasmettere anche tutte le serie successive, compresa quella attuale Duel Masters LOST: Bōkyaku no taiyō, che andrà in onda nel corso del 2025.
In Italia sono andate in onda solo la prima serie originale su Cartoon Network dal 13 settembre 2004 ed in seguito in chiaro su Rai 2 dal 31 gennaio 2005, e la seconda serie di produzione americana, Duel Masters Sacred Lands, andata in onda sempre su Cartoon Network dall'ottobre 2005 con i titoli Duel Masters 1.5 per i primi 26 episodi e Duel Masters 2.0 per i successivi. Tutte le serie successive da Shin seiki Duel Masters Flash in poi sono inedite in Occidente.

## Stagioni
| Nº  | Titolo                                | Episodi      | Trasmissione | Trasmissione | Pubblicazione                  |
| Nº  | Titolo                                | Episodi      | Giappone     | Italia       | Giappone                       |
| 1   | Duel Masters                          | 1-26         | 2002-2003    | 2004         | 21 gennaio 2004 16 giugno 2004 |
| 2   | Duel Masters Charge                   | 1-52         | 2004-2006    | -            | -                              |
| 1.5 | Duel Masters 1.5                      | 1-39         | -            | 2005-2006    | -                              |
| SP  | Shin seiki Duel Masters Flash         | 1-24         | 2006-2007    | -            | -                              |
| 3   | Zero Duel Masters                     | 1-12         | 2007         | -            | -                              |
| 4   | Duel Masters Zero                     | 1-25         | 2007-2008    | -            | -                              |
| 5   | Duel Masters Cross                    | 1-100        | 2008-2010    | -            | -                              |
| 6   | Duel Masters Cross Shock              | 1-50         | 2010-2011    | -            | -                              |
| 7   | Duel Masters Victory                  | 1-52         | 2011-2012    | -            | -                              |
| 8   | Duel Masters Victory V                | 1-51         | 2012-2013    | -            | -                              |
| 9   | Duel Masters Victory V3               | 1-51         | 2013-2014    | -            | -                              |
| 10  | Duel Masters Versus                   | 1-49         | 2014-2015    | -            | -                              |
| 11  | Duel Masters Versus Revolution        | 1-51         | 2015-2016    | -            | -                              |
| 12  | Duel Masters Versus Revolution Final  | 1-51         | 2016-2017    | -            | -                              |
| 13  | Duel Masters                          | 1-51         | 2017-2018    | -            | -                              |
| 14  | Duel Masters!                         | 1-50         | 2018-2019    | -            | -                              |
| 15  | Duel Masters!!                        | 1-51         | 2019-2020    | -            | -                              |
| 16  | Duel Masters King                     | 1-47         | 2020-2021    | -            | -                              |
| 17  | Duel Masters King!                    | 1-43         | 2021-2022    | -            | -                              |
| 18  | Duel Masters King MAX                 | 1-17         | 2022         | -            | -                              |
| 19  | Duel Masters WIN                      | 1-29         | 2022-2023    | -            | -                              |
| 20  | Duel Masters WIN Duel Wars            | 1-49         | 2023-2024    | -            | -                              |
| 21  | Duel Masters LOST: Tsuioku no suishō  | 1-4          | 2024         | -            | -                              |
| 22  | Duel Masters LOST: Gekka no shinigami | 1-4          | 2024-2025    | -            | -                              |
| 23  | Duel Masters LOST: Bōkyaku no taiyō   | 1-annunciato | 2025         | -            | -                              |